# Bert Bos
 (novembre 2012).
Si vous disposez d'ouvrages ou d'articles de référence ou si vous connaissez des sites web de qualité traitant du thème abordé ici, merci de compléter l'article en donnant les références utiles à sa vérifiabilité et en les liant à la section « Notes et références ».
Pour les articles homonymes, voir Bos.
Bert Bos, né le 10 novembre 1963, est un informaticien néerlandais. Il a étudié les mathématiques à l'université de Groningue et a écrit sa thèse sur Rapid user interface development with the script language Gist.
Il est connu pour avoir proposé avec Håkon Wium Lie le concept de feuilles de style en cascade (CSS).
En 1996, il rejoint le World Wide Web Consortium pour travailler sur CSS.